# Penning norvegese
Il penning era la valuta principale del sistema monetario norvegese nel periodo che va dal 995 al 1387.

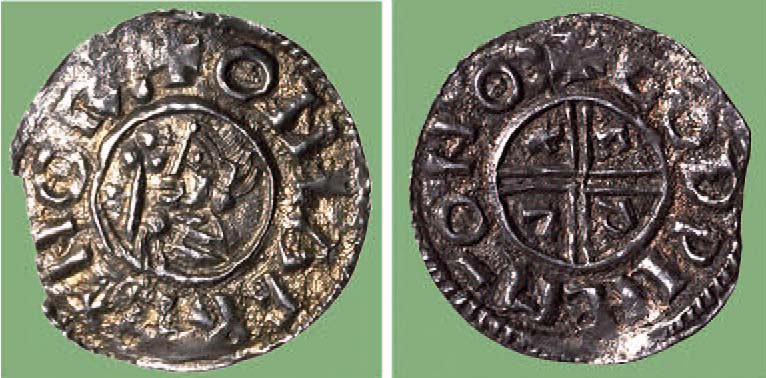
Penning norvegese coniato di Olaf Tryggvason (995-1000)

Il primo re di Norvegia a coniare tale moneta è stato Olaf Tryggvason e la realizzazione del conio è stata effettuata sino al regno di Olaf Haakonsson, rimanendo come unità di conto nel regno fino al 1513. Fu introdotto nel 995 a immagine della monetazione anglosassone. È stata la prima e più antica valuta della Norvegia. Il sistema monetario è stato successivamente adottato sia in Svezia che in Danimarca.
Il nome viene usato ancora nelle lingue germaniche settentrionali nella forma contratta del plurale, penger/pengar, che significa denaro.
Nel vecchio sistema di valuta norvegese entrava in unità come ertog, øre e marco. Il penning ha modificato lo standard in diverse occasioni durante il Medioevo. Sia l'immagine della moneta, le iscrizioni, le dimensioni, il peso e il contenuto d'argento potrebbero variare notevolmente.
Il penning è stato coniato a imitazione dei penny, dei pfennig e dei denari emessi altrove in Europa. Tuttavia, sebbene basato su queste monete, il sistema contabile era distinto, con sistemi diversi operanti in regioni diverse. Tutti usavano l'öre che valeva 1/8 di un marco o 3 örtug.

## Relazioni di valuta tra marco, øre, örtug e penning
- 1 marco = 8 øre = 24 ertog = 240 penning
- 1 øre = 3 ertog = 30 penning
- 1 ertog = 10 penning
- 1 penning[1]